# APad

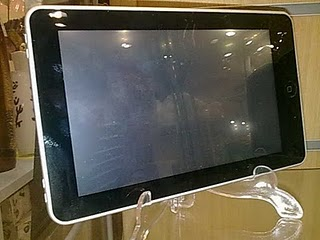
Imagen de un aPad.

aPad, ePad o Iped son los nombres que se le dieron a la tableta Eken M003, el primer clon del iPad comercializado masivamente. El nombre ha devenido en designar a cualquier tableta sin marca reconocida o que no pasa de ser una personalización de un modelo vendido sin marca y con el mismo soporte que un pendrive USB serigrafiado.
Tras lanzarse el iPad el 27 de enero de 2010, comienzan a aparecer dos meses después en los comercios de electrónica de Shenzhen (Guangdong, República Popular China). a un precio de unos 730 yuanes。

## Especificaciones del Eken M003
- CPU: VIA MW8505 600MHz
- Pantalla táctil: resistiva TFT de 8 pulgadas 800*400 en formato 4:3
- Sistema operativo: Android 1.6
- Memoria RAM: DDR2 256 MB
- Memoria Flash interna: de 2 GB
- Lector de Tarjetas: microSD con soporte SDHC

## Características generales
- CPU: diversas implementaciones de un núcleo ARM 9 o 11 a 600 MHz + DSP a 550 MHz Principalmente Zenithink ZT-180, VIA MW8505, Rockchip 2808
- Pantalla táctil: resistiva TFT de 7, 8, 9 o 10 pulgadas, principalmente en formato panorámico, aunque el modelo inicial tenía le mismo 4:3 del iPad
- Sistema operativo: Android 1.5, 1.6, 2.1 o 2.2 o Windows CE 6.0
- Memoria RAM: DDR2 128 a 512 MiB.
- Memoria Flash interna: de 2 a 4 Gb.
- Lector de Tarjetas:Secure Digital, microSD con soporte SDHC
- Wi-Fi 802.11 b/g
- Puertos USB 2.0 algunos con soporte de USB On-The-Go. Varios de ellos incorporan un conector de expansión de 30 pines similar al del iPad/iPod en el que se puede conectar un dispositivo con dos puertos USB y un RJ-45 de red 10/100
- HDMI en determinados modelos
- Webcam: de 1,3 Megapíxels  en determinados modelos
- Acelerómetros para determinar la orientación de la pantalla
- Dos altavoces internos estéreo
- Minijack de 3.5 para auriculares